# Тенпьо Сьохо
Тенпьо Сьохо (яп. 天平勝宝 — тенпьо сьохо, «мир у Піднебесній — переможний скарб») — ненґо, девіз правління імператора Японії з 749 по 757 роки.

## Хронологія
- 2 рік (750) — десяте посольство до китайської імперії Тан;
- 3 рік (751) — складання збірки «Кайфусо»;
- 4 рік (752) — церемонія «відкриття очей» великого Будди у храмі Тодайдзі;
- 6 рік (754) — танський монах Кандзін прибуває до Японії;
- 8 рік (756) — створення імператорського сховища Сьосоін при храмі Тодайдзі.

## Порівняльна таблиця
| Роки Тенпьо Сьохо       | 1    | 2    | 3    | 4    | 5    | 6    | 7    | 8    | 9    |
| Григоріанський календар | 749  | 750  | 751  | 752  | 753  | 754  | 755  | 756  | 757  |
| Китайський календар     | 己丑 | 庚寅 | 辛卯 | 壬辰 | 癸巳 | 甲午 | 乙未 | 丙申 | 丁酉 |